# Paul Foster
Paul Foster è un personaggio immaginario della serie TV britannica di fantascienza UFO e di due film, tratti dalla medesima serie, dove viene sempre interpretato da Michael Billington. Il personaggio rappresenta il debutto televisivo dell'attore.
Nella serie è un ex pilota collaudatore che è stato coinvolto in avvistamenti di UFO, in seguito reclutato dalla SHADO (Supreme Headquarters Alien Defence Organisation, Comando supremo dell'organizzazione di difesa contro gli extraterrestri) come uno dei numerosi comandanti della base lunare e un agente operativo di alto livello. È uno dei più stretti collaboratori del comandante Ed Straker.

## Storia
Paul Foster appare per la prima volta nel quarto episodio ed è un pilota collaudatore di una compagnia aerea privata che, durante un volo sperimentale, si trova nei pressi della distruzione di un UFO da parte di uno Skydiver della SHADO e, una volta ripresosi dall'accaduto, la sua ostinazione nel cercare di scoprire la vera natura dell'evento che lo ha coinvolto lo porta a mettere in pericolo la segretezza dell'organizzazione. Il comandante Straker, dopo avere preso in considerazione l'idea di eliminarlo, rimane favorevolmente impressionato dalla sua tenacia, proponendogli, dopo averlo invitato nel quartier generale della SHADO (Supreme Headquarters Alien Defence Organisation, Comando supremo dell'organizzazione di difesa contro gli extraterrestri), di entrare egli stesso nell'organizzazione con il grado di colonnello.
Paul Foster diverrà prima uomo di fiducia, assumendo vari incarichi, tra i quali il comando della base lunare e degli Skydiver, e poi amico del comandante Straker ed intreccerà una breve relazione con il colonnello Virginia Lake.

## Serie televisiva
- UFO - serie TV (1969-1970)

## Film
- UFO Allarme rosso... attacco alla Terra! (1973)
- Ufo... annientate Shado, uccidete Straker... stop (1974)